# Ammoxenus daedalus
Espèce
Ammoxenus daedalus est une espèce d'araignées aranéomorphes de la famille des Gnaphosidae.

## Distribution
Cette espèce est endémique du Limpopo en Afrique du Sud,. Elle se rencontre vers Dendron et Louis Trichardt.

## Description
La femelle holotype mesure 6,5 mm et le mâle paratype 3,6 mm, les mâles mesurent de 2,7 à 4,3 mm et les femelles de 5,3 à 9,2 mm.
Ammoxenus daedalus est une araignée termitivore.

## Systématique et taxinomie
Cette espèce a été décrite par Dippenaar et Meyer en 1980.

## Publication originale
- Dippenaar & Meyer, 1980 : « On the species of the African genus Ammoxenus (Araneae: Ammoxenidae), with descriptions of two new species. » Journal of the Entomological Society of South Africa, vol. 43, p. 41-49.